# Öst Ekonomiska Byrån
Öst Ekonomiska Byrån (ÖEB) var en byrå med en särställning inom den svenska underrättelseverksamheten. Byrån drevs av staten tillsammans med det svenska näringslivet. Byråns främsta verksamhet bestod i utredningsarbete och rapportering. Dess rapportering avsåg årliga sammanfattade bedömningar av östblocksstaternas ekonomi samt översikter angående lantbruk, energiförsörjning, olika industrisektorer och utrikeshandel.

## Historia
Under andra världskriget inrättades den så kallade Industriutredningen i Försvarsstaben. Denna skulle förse Försvarsstaben med information om de krigförande ländernas ekonomi och industri. Näringslivet bidrog med pengar och efter krigets slut fortsatte verksamheten under namnet Ekonomiska utredningen. År 1952 begärde Försvarsstaben att befattningar skulle inrättas för att bedriva ekonomisk underrättelsetjänst, vilket beviljades av riksdagen 1953. Befattningarna kom att tillhöra det hemliga T-kontoret som detalj II. Omfattningen bedömdes snart vara otillräcklig för uppgiften och Öst-väst Byrån bildades. Formella grundare var tre svenska storbanker och byråns finansiering kom från näringslivet. Direktör för verksamheten blev Jan Rydström, chef för detalj II inom T-kontoret. År 1981 efterträddes Rydström av Jan Leijonhielm.
Byrån började sitt arbete i februari 1960, med målsättningen att kartlägga östblockets ekonomi. Organisationsformen var en privaträttslig stiftelse. Från och med 1963 betalade staten direktörens lön. År 1966 bestämdes att byrån skulle byta namn till Öst Ekonomiska Byrån. Företag kunde prenumerera på byråns rapporter, vilket var en viktig inkomstkälla, och verksamheten omgärdades av (gradvis lättande) sekretess. I Jernkontorets verksamhetsberättelse 1972 framgår att byråns personal bestod av en direktör, två heltids- och tre halvtidsarbetande utredare, plus två halvtidsarbetande skrivbiträden.
I samband med en proposition 1975 gällande försvaret avsåg försvarsutskottet att Öst Ekonomiska Byrån skulle frigöras från försvaret. Byrån avslutade sin verksamhet 1989 som följd av de ändrade förhållandena i Östeuropa. Delar av verksamheten överfördes till Handelshögskolan i Stockholm och Försvarets forskningsanstalt.

## Styrelse
I styrelsen satt kvalificerade representanter för stat och näringsliv.
Styrelsen 1978:
direktör Ragnar Sundén, envoyé Arne Lundberg, ambassadör Sven Backlund, professor Erik Dahmén, direktör Göran Ennerfelt, professor Erik Höök, generaldirektör Olle Lindqvist, generaldirektör Sten Lundberg och bankdirektör Hans Swedberg, general Stig Synnergren.
Styrelsen 1984:
professor Erik Dahmén, direktör Göran Ennerfelt, professor Erik Höök, ambassadör Göran Ryding, bankdirektör Hans Swedberg, general Stig Synnergren, före detta ambassadör Sven Backlund, riksdagsledamot Carl Bildt, viceamiral Bror Stefenson, generaldirektör Gunnar Söder, generaldirektör Axel Wallén och statssekreterare Erik Åsbrink.
Styrelsen 1986: Ambassadör Sven Backlund (ordf.), professor Staffan Burenstam Linder, professor Erik Dahmén, direktör P. Göran Ennerfelt, direktör Sven-Eric Håkansson, generaldirektör Gunnar Nordbeck, generaldirektör Ragnar Sohlman, viceamiral Bror Stefenson, bankdirektör Hans Swedberg, general Stig Synnergren (vice ordf.), generaldirektör Gunnar Söder, statssekreterare Erik Åsbrink.